# Parafia Chrystusa Króla w Lubanowie
Parafia pw. Chrystusa Króla w Lubanowie – parafia rzymskokatolicka z siedzibą w Lubanowie, należąca do dekanatu Banie, archidiecezji szczecińsko-kamieńskiej, metropolii szczecińsko-kamieńskiej. W parafii posługują księża diecezjalni.

## Kościół parafialny
Funkcję kościoła parafialnego pełni kościół Chrystusa Króla, oprócz tej świątyni do dyspozycji parafianie mają jeszcze kościoły filialne:
- Kościół Matki Bożej Częstochowskiej w Różnowie[1]
- Kościół Niepokalanego Poczęcia Najświętszej Maryi Panny w Sosnowie[1]

## Proboszczowie
Według stanu na lipiec 2018 proboszczem parafii był ks. Tadeusz Giedrys.
Według stanu na lipiec 2021 proboszczem parafii był ks. Dariusz Ferdynus.